# Đorđe Kukuljica
Đorđe Kukuljica (Beograd, 19. rujna 1973.), hrvatski je kazališni, televizijski i filmski glumac.

## Životopis
Đorđe Kukuljica rodio se u Beogradu 1973. godine. Obitelj mu je iz Dubrovnika. Kukuljičini roditelji, Hrvati, živjeli su u vrijeme njegovoga rođenja u Beogradu. Majka mu je dala ime Đorđe po popularnom srpskom pjevaču šlagera 1960-ih i 1970-ih, Đorđu Marjanoviću. Školovanje je započeo u Beogradu gdje je završio osnovnu i srednju školu a sa 17 godina upisao je prvu godinu Akademije dramskih umjetnosti u Beogradu koju je i završio. Godine 1992. obitelj Kukuljica došla je iz Srbije u Hrvatsku, u Zagreb. Školovanje je nastavio 1993. godine studirajući glumu na Akademiji dramske umjetnosti u Zagrebu gdje je i diplomirao. Članom je ansambla kazališta "Gavella" od 2005. godine.      

## Filmografija

### Televizijske uloge
- "Sjene prošlosti" kao profesor Eduard (2024.)
- "Kumovi" kao Mate Šušnjara (2022. – 2023.)
- "Bogu iza nogu" kao Vinko (2021.)
- "Blago nama" kao Edi (2019.)
- "General" kao zarobljeni časnik (2019.)
- "Drugo ime ljubavi" kao bračni terapeut (2019.)
- "Zora dubrovačka" kao gospar Šiljo (2013.)
- "Stipe u gostima" kao Robert (2012.)
- "Pod sretnom zvijezdom" kao Tomas (2011.)
- "Dnevnik plavuše" kao Zoran (2011.)
- "Dolina sunca" kao Zvonko (2010.)
- "Sve će biti dobro" kao Vlado Jurković (2008. – 2009.)
- "Zakon!" kao inspektor (2009.)
- "Mamutica" kao direktor (2009.)
- "Zakon ljubavi" kao Dr. Poloni (2008.)
- "Dobre namjere" kao Ljubasov partner (2008.)
- "Ponos Ratkajevih" kao Petar Vujić (2007. – 2008.)
- "Zauvijek susjedi" kao Doktor Dj. (2008.)
- "Operacija Kajman" kao bjegunac (2007.)
- "Naša mala klinika" kao Joža Pekar (2007.)
- "Obični ljudi" kao klijent (2007.)
- "Odmori se, zaslužio si" kao čovjek na sprovodu (2007.)
- "Bibin svijet" kao Ante Andrić (2006.)
- "Bumerang" kao Dr. Darije Benko (2006.)
- "Bitange i princeze" kao policajac Hrvoje (2005. – 2006.)
- "Ljubav u zaleđu" kao Dr. Davor Jakob Leiner (2005. – 2006.)
- "Zabranjena ljubav" kao Mirko Delač (2005.)
- "Villa Maria" kao Dr. Hrvoje Sikirica (2005.)

### Filmske uloge
- "Ničija zemlja" kao Darko (kratkometražni igrani film) (2015.)[3]
- "Most na kraju svijeta" kao Ivan (2014.)
- "Šuma summarum" kao Ljudevit (2010.)
- "Zadnji dan kućnog ljubimca" (2005.)
- "Chico" (2001.)
- "Srce nije u modi" kao Talijan (2000.)
- "Četverored" kao Partizan (1999.)
- "Kuća duhova" (1998.)
- "Igra piona" (1993.)

## Sinkronizacija
- "Obitelj Robinson" kao trener i ujak Art (2007.)

## Vanjske poveznice
- Đorđe Kukuljica u internetskoj bazi filmova IMDb-u (engl.)
- Stranica na Gavella.hr